# Alfa-carotè
L'alfa-carotè o α-carotè és una forma de carotè amb un anell β-carotè a una banda i un anell α-carotè a l'extrem oposat. El beta-carotè, més conegut, té anells β-carotè als dos extrems. És la segona forma més comuna de carotè.

## Fisiologia humana
En adults americans i xinesos, la concentració mitjana de sèrum α-carotè és de 4,71 µg/dL, 4,22 µg/dL en homes i 5,31 µg/dL en dones.